# Gunhilde van Denemarken
Gunhilde van Denemarken (circa 1020 – 18 juli 1038) was van 1036 tot 1038 Rooms-Duits koningin. Ze behoorde tot het huis Jelling.

## Levensloop
Gunhilde was een dochter van Knoet de Grote, koning van Denemarken en Engeland, uit diens tweede huwelijk met Emma van Normandië, dochter van hertog Richard I van Normandië en weduwe van koning Ethelred II van Engeland.
Rond 1025 kwam Gunhilde naar Duitsland in het kader van haar verloving met Hendrik III (1017-1056), zoon en erfgenaam van keizer Koenraad II van het Heilige Roomse Rijk en vanaf 1028 Rooms-Duits koning. Op Pinksteren 1035 vond in Bamberg hun officiële verloving plaats en een jaar later huwden Gunhilde en Hendrik III in Nijmegen. Ter gelegenheid van haar huwelijk verduitste Gunhilde haar naam naar Cunigonde. Op 29 juli 1036 werd ze gekroond en gezalfd tot Rooms-Duits koningin.
In 1037 vergezelde Gunhilde haar echtgenoot en schoonvader op militaire campagne naar Italië, waar ze het leven schonk aan haar enige dochter Beatrix (1037/1038-1061), later abdis in de Abdijen van Gandersheim en Quedlinburg. Op de terugreis naar Duitsland brak er in juli 1038 onder de keizerlijke troepen een malariaepidemie uit, die het leven kostte aan onder andere Gunhilde en hertog Herman IV van Zwaben. Haar lichaam werd overgebracht naar Duitsland en bijgezet in de Abdij Limburg.